# Абдаллах (емір Сицилії)
Абдаллах II ібн аль-Муїзз (*д/н — після 1040) — 10-й емір Сицилійського емірату в 1036—1040 роках.

## Життєпис
Походив з династії Зірідів. Син Аль-Муїзза, еміра держави зірідів. Про Абдаллаха обмаль відомостей. 1036 року на чолі потужного війська виступив на заклик частини сицилійської знаті, що боролася проти свого еміра Ахмада II. Протягом військової кампанії 1036—1037 років Абдаллах здолав супротивника.
У 1038 році проти нього виступило візантійське військо на чолі з Георгієм Маніаком, який захопив Мессіну. Водночас Абдаллах мусив приборкувати повстання Хасана з династії Кальбітів. Втім протягом 1039—1040 років зазнав низки поразок від візантійців, внаслідок чого втратив усі володіння. Опинився обложеним в Палермо. Втім невдовзі дістав істотне підкріплення від батька з Іфрікії.
У 1040 року внаслідок конфліктів в керівництві візантійського війська зміг перейти у наступ, в результаті чого звільнив значну частину Сицилії. Водночас посилився його суперник Хасан. До того ж місцеві феодали не визнавали його еміром. Не маючи змоги протистояти усім ворогам, Абдаллах повернувся до Північної Африки. Подальша доля невідома.